# Берлштет
Берлштет (њем. Berlstedt) општина је у њемачкој савезној држави Тирингија. Једно је од 75 општинских средишта округа Вајмарер Ланд. Према процјени из 2010. у општини је живјело 1.854 становника. Посједује регионалну шифру (AGS) 16071007.

## Географски и демографски подаци
Берлштет се налази у савезној држави Тирингија у округу Вајмарер Ланд. Општина се налази на надморској висини од 228 метара. Површина општине износи 18,9 km². У самом мјесту је, према процјени из 2010. године, живјело 1.854 становника. Просјечна густина насељености износи 98 становника/km².